# Menhir von Nackenheim
Der Menhir von Nackenheim (auch als Der Lange Stein bezeichnet) ist ein Menhir bei Nackenheim im Landkreis Mainz-Bingen in Rheinland-Pfalz.

## Lage
Der Stein stand ursprünglich auf dem Hohberg zwischen Nackenheim und Bodenheim. In der Nähe gibt es ein Flurstück namens „Hinkeläcker“. Irgendwann nach 1955 wurde er an seinen heutigen Standort an den westlichen Ortsrand von Nackenheim an der Einmündung der Pfarrer-Denner-Straße in die Lörzweiler Straße umgesetzt.

## Beschreibung
Der Menhir besteht aus Kalkstein. Er hat eine Höhe von 120 cm, eine Breite von 90 cm und eine Tiefe von 48 cm. Der Menhir ist plattenförmig; die nordöstliche Breitseite ist stark verwittert. Der obere Bereich der südöstlichen Schmalseite ist (eventuell durch häufiges Berühren) stark geglättet.